# 여성형 거인
여성형 거인(영어: Female Titan 피메일 타이탄, 일본어: 女型の巨人, 메가타노 쿄진(직역: 여형의 거인) 독일어: Weiblicher Titan 바이블리허 티탄)은 만화 진격의 거인에 등장하는 거인들 중 한 명으로 작중에서 현존하는 본체인 인간의 지성으로 움직이는 지성 거인들인 아홉 거인 (九つの巨人, The Nine Titans) 중 한 명이다. 대부분 남성의 체질과 체형을 닮은 거인들 중에서도 여성의 신체적 특징들을 가진 거인으로 무지성 거인들을 '외침'으로 유인할 수 있는 특이한 힘을 가진 아홉 거인이다. 키는 14m(1400cm)로 아홉 거인들 가운데 중위권의 키를 가졌으며 여섯 번째로 키가 크다. 말라 보이지만 상당한 근육질 체격이 돋보이는 거인이다. 현 소유자 및 계승자는 마레 제국 출신의 '유미르의 백성' 전사인 애니 레온하트 (Annie Leonhart)이다.

## 작중 행적

### 2,000년의 엘디아의 정복 전쟁도구로 쓰이다.
여성형 거인은 본래 시조 위미르가 '정체불명의 유기생물체의 기원'인 한 생물과 접촉해 얻은 작중 인류사 최초의 거인인 '시초의 거인'이었다. 다른 여덟 거인들과 더불어 2,000년 전에는 하나로 통합된 존재였다. 그러나 수십년 후 시조 위미르가 마레군 장수가 던진 창에 어깨를 직격으로 꿰뚫려 사망하자 위미르의 거인의 힘에 탐을 내던 초대 프리츠 왕으로 인해 위미르의 시체를 그의 딸들인 마리아 프리츠, 로제 프리츠, 시나 프리츠가 잡아먹어 하나였던 시초의 거인은 셋이 되어 세 갈래로 분화되었다. 그리고 세 자매 공주가 아버지의 명령을 받들어 거인을 계승할 자손들을 끊임 없이 생산하여 그 자식들에게 자신들의 시체를 먹게 하여 셋이었던 시초의 세 분신들은 최종적으로 아홉 개의 분신으로 나뉘었는데 여성형 거인도 분화된 거인들 중 한 명이었다.
여성형 거인은 진격의 거인을 빼면 여덟 거인들과 더불어 시초에 가장 근접한 분신이자 최상위 개체인 시조의 거인의 지배를 받는 거인이었으며 후일 거인을 생산하기 위한 무기로 쓰였고 당대의 숙적이던 마레 제국과 가장 크게 대립하게 된다. 13년을 주기로 계승자가 바뀌어 갔으며 약 160명의 계승자들을 거쳐가게 된다.

### 거인 대전: 엘디아의 패퇴, 마레 제국의 거인이 되다.
엘디아 제국의 정복 사업이 거의 막바지에 이르자 탐욕에 찌든 아홉 거인을 가진 귀족들은 이번에는 내전을 일으켜 아군끼리 영역 싸움을 하게 된다. 카를 프리츠의 시대가 도래함에 따라 여성형 거인은 마레 제국의 소유로 넘어가게 된다. 카를 프리츠는 초대 프리츠 왕의 대부터 지속되어 온 엘디아의 폭정에 회의와 죄책감을 느끼고 전퇴의 거인을 관리하던 타이부어 가문과 연합해 귀족들의 횡포를 막고 거인을 가진 귀족 전사들을 마레에게 넘겼다.
100년 후

## 특징

### 다목적 용도의 뛰어난 범용성
여성형 거인. 저 거인은 모든 면에서 활약을 해 낼 수 있는 다목적 용도의 거인이야. 그 높은 기동성과 내구력, 레온하트의 무시무시한 격투 실력과 합쳐진 경질화는 경이적인 파괴력을 자랑하지. 범위는 제한되어 있지만, 무구의 거인도 부를 수 있어.— 845년, 어느 나라와의 전투에서 여성형 거인의 활약을 관전하던 마레군 간부의 분석

여성형 거인만의 독보적인 장점이라 부를 수 있는 특징이다. 수레형의 무기한 거인화나 갑주의 뇌기능 전이, 진격의 미래 예지 능력처럼 대표적인 상징으로 앞세울 만한 특출난 장점은 없지만 여타 아홉 거인들이 가지고 있는 속성들을 어느 정도 보유하고 있다. 경질화(아홉 거인 공용), 체내 회복력 집중(진격), 높은 스피드와 지속력, 기동성(턱, 수레형), 높은 기동성과 내구력(턱, 수레형, 진격, 갑주), 연속 거인화(수레형, 진격), 상대적으로 높은 수명(수레형), 광범위성 거인 호출(시조)에 유능한 다재다능형 올 라운더이다. 갑주의 거인보다는 전체적으로 약한 경질이나 이상으로 단단한 경도의 집중 경질화,  한 마디로 공격력과 수비력, 체력, 회복력 차이에 격차가 없고 속성의 적절한 안배로 균형이 잘 잡힌 밸런스형 범용성 거인이다.

### 경질화

#### 부위별 일시 집중 경질화
경질화 능력을 가지고 있다. 몇초 몇분에 걸쳐서 경질화를 부위별로 집중시켜서 피부의 경도를 강화해 신체를 보호한다. 강도는 턱 거인보다 약하지만 턱을 제외한 나머지 중에선 전퇴의 거인과 나란히 2위를 다투고 있다.
애니메이션에선 집중 경질화한 부위의 피부는 하늘색을 바탕으로 휘황찬란한 빛을 내는 크리스탈처럼 연출한다. 경질화한 피부 자체의 강도는 아홉 거인을 뛰어넘는 엄청난 경도의 파괴력과 공격력, 수비력을 발휘한다. 손, 팔, 팔꿈치를 경질화하면 너클 가죽장갑을 무장한 것처럼 더 강한 블로를 날릴 수 있고, 발다리를 경질화하면 무릎차기나 발차기 공격력을 대폭 강화해 격투전에서 상대방에게 치명적 타격을 입혀 순식간에 신체를 토막낼 수 있다. 일시적이고 국소적인 부위만 강화할 수 있다는 단점은 있지만 파괴력 자체는 월등하다. 난공불락의 방벽을 부여잡고 올라갔을 뿐인데도 균열을 일으켜 마음만 먹어 펀치를 날리면 붕괴할 수 있는 엄청난 파괴력을 낼 수 있다. 특히 현 소유주인 아니 레온하트가 종합격투기의 고수라서 압도적인 파괴 능력을 가진 경질화에 고도의 격투기 테크닉을 결합해 대 거인전에서 기술적인 우위를 점할 수 있게 하는 장점이다. 야구를 잘하는 지크 예거와 만나 엄청난 피치의 팔로 장거리전에서 활약할 수 있게 된 짐승 거인처럼 죽이 잘 맞는 소유주를 잘 만나서 능력을 보다 효율적으로 활용하고 활약의 범위를 넓힐 수 있게 된 케이스라 할 수 있다.

#### 본체 집중 경질화
집중 경질화를 거인의 신체가 아니라 본체인 소유주 자체에 집중시켜서 수정체를 만들어 낸다. 본체를 고치처럼 감싸 냉동수면처럼 스스로를 자체 보호할 수 있고 시간이 연 단위로 흘러도 나이를 먹지 않아 불로의 효과도 가지고 있다. 확실하게 밝혀진 반 없지만, 4년 만에 세상 밖으로 나왔을 때 크게 달라지지 않고 옷 치수도 맞는 걸 봐서는 나이를 유지할 수 있는 것으로 보인다.
경질화로 감싸도 잠들지 않은 채 전퇴의 거인처럼 눈을 자유자재로 뜨면서 표정도 바꿀 수 있다. 해제는 사용자가 의지에 따라 할 수 있다. 사용자 말고 경질화를 해제할 수 있는 것은 턱 거인의 이빨과 손톱, 시조의 거인의 경질화 강제 해제 능력뿐이다. 강제로 해제할 수 있어서 4년 간 수정체에 스스로를 봉인해 잠들었던 아니 레온하트의 경질화도 해제돼 아니가 풀려나게 된다.

### 장기적인 지속력과 지구력
수레형 거인이 가진 장기간 달릴 수 있는 지속력과 강한 지구력을 적절한 양으로 가지고 있다. 한 번 거인화를 한 뒤 본체의 체력이 충분히 남아돈다면 얼마든지 2차 거인화할 수 있는 장점을 갖고 있으며 지속 시간도 길어서 남쪽의 먼 지역부터 월 마리아까지 섬을 주파할 수 있다.

### 스피드
상술한 강한 기동성과 강한 수명의 내구력에 더해진 여성형의 스피드는 아홉 거인들 가운데서도 상위권일 정도로 굉장한 달리기 실력을 가졌다. 월 마리아에 도달하기 위해 섬 안에 흩어진 거인들을 부른 뒤 앞만 보고 전속력을 다해 달려갔는데도 따라잡히는 일 없이 목적지에 도착했으며 제57회 방벽 외부 조사 당일에는 조사병단의 달리는 말들을 거뜬히 앞질렀다.  갑주의 거인과 진격의 거인, 전퇴의 거인, 짐승 거인, 시조의 거인을 능가하는 압도적인 스피드를 자랑하는 스피드형 거인이다. 본디부터 스피드에 최적화된 스피드스터형 거인이자 최속의 거인인 수레형 거인과 턱 거인보다는 느리다.
내구성이 강하고 다른 거인들보다 수명이 오래 가는 덕분에 빛을 발할 수 있게 된 능력.

### 광범위형 거인 호출
한정된 범위 내에서 비명을 지르는 '외침(일본어: 叫び)'을 써서 무구의 거인들에게 신호를 보내 내 쪽으로 불러모을 수 있다. 이건 포유류 맹수들이 사면초가에 몰릴 때 최후의 수단으로 신호를 써서 동포들에게 구출을 요청하는 것에서 유래한 듯하며 최후의 단말마와도 같은 방법이다. 프리츠의 왕가의 핏줄이 필요한 시조의 거인과 지크 예거 덕에 자신의 척수액이 주입된 거인도 지배할 수 있는 거인들도 조종할 수 있는 짐승 거인만 빼면 왕가의 피에 의한 개입이나 다른 조건 없이 자유자재로 쓸 수 있는 특이한 능력이다. 이 외침 능력으로 파라디 섬에 흩어진 대량의 무구의 거인들을 마구 끌어모아 초대형 거인이 부순 대문 너머로 시간시나 구 시민들을 공격하게끔 했다.
외침의 부작용으로는 거인들을 호출만 할 수 있을 뿐, 시조와 짐승처럼 복잡한 지령을 내리는 등의 통제권이 없다는 것이다. 단, 탈출용으로는 유용하게 써먹을 수 있다.

## 같이 보기
- (영어) 여성형 거인 영문 위키